# Suède aux Jeux olympiques d'hiver de 1972
La Suède participe aux Jeux olympiques d'hiver de 1972 à Sapporo au Japon du 3 au 13 février 1972. Il s'agit de sa onzième participation à des Jeux d'hiver.
La délégation suédoise est composée de 58 athlètes : 49 hommes et 9 femmes.

## Liste des médaillés
| Sport                  | Discipline             | Athlète(s)          |
| Médaille d'or : 1      |                        |                     |
| Ski de fond            | 15 km classique hommes | Sven-Åke Lundbäck   |
| Médaille d'argent : 1  |                        |                     |
| Patinage de vitesse    | 500 m hommes           | Hasse Börjes        |
| Médaille de bronze : 2 |                        |                     |
| Biathlon               | Individuel hommes      | Lars-Göran Arwidson |
| Patinage de vitesse    | 1 500 m hommes         | Göran Clässon       |

| Sport               | Médaille d'or, Jeux olympiques | Médaille d'argent, Jeux olympiques | Médaille de bronze, Jeux olympiques | Total |
| ------------------- | ------------------------------ | ---------------------------------- | ----------------------------------- | ----- |
| Ski de fond         | 1                              | 0                                  | 0                                   | 1     |
| Patinage de vitesse | 0                              | 1                                  | 1                                   | 2     |
| Biathlon            | 0                              | 0                                  | 1                                   | 1     |
| Total               | 1                              | 1                                  | 2                                   | 4     |